# Левобережный округ (Липецк)
Левобере́жный о́круг — один из территориальных округов города Липецка. Расположен на левом берегу реки Воронеж (отсюда название).

улица Зои Космодемьянской

Включает в себя следующие районы: Новолипецк, посёлок Силикатного завода, Переделицы, Новая Жизнь, Казинка, Дачный, Матырский.
5 июля 1965 года образован Левобережный район Липецка. Первоначально включал Новолипецк и посёлок ЛТЗ, однако затем расширился на восток, включив посёлки, находивишиеся на территории Грязинского района Липецкой области. В 1985 году посёлок ЛТЗ перешёл под юрисдикцию вновь образованного Октябрьского района города. В 1994 году районное деление Липецка было ликвидировано и был создан территориальный Левобережный округ города.
Основный магистрали Левобережного округа — проспект Мира, улица Зои Космодемьянской (Грязинское шоссе), улица 9-го Мая.
Основные площади — площадь Металлургов, площадь Франценюка и площадь Мира.
Границы округа установлены Постановленим Главы администрации г. Липецка от 18 февраля 2005 г. N 147. Граница проходит от Петровского моста (мост в составе Левобережного округа) по оси реки Воронеж в Северо-Восточном направлении до ж/д моста через реку, далее граница совпадает с границами Липецкого городского округа до развилки автодороги Липецк-Усмань, по техническому коридору ЛЭП по границе промышленной зоны НЛМК и ЛТЗ до Октябрьского моста и по оси реки Воронеж до Петровского моста.
Левобережный комитет по работе с населением (администрация округа) расположен на пр. Мира, 30.

## Население
| 2002    | 2009    | 2010    | 2012    | 2013    | 2014    | 2015    |
| ------- | ------- | ------- | ------- | ------- | ------- | ------- |
| 52 723  | ↘48 794 | ↗49 267 | ↘49 063 | ↘48 882 | ↗49 063 | ↗49 141 |
| 2016    | 2017    | 2018    | 2021    |         |         |         |
| ↘45 823 | ↘44 752 | ↘43 594 | ↘41 580 |         |         |         |

## Промышленность
- Новолипецкий металлургический комбинат (пл. Металлургов, 2)
- Липецкий силикатный завод (Астраханская ул., 1)
- завод бытовой техники «Стинол» (Грязинское шоссе, 6)

## Основные объекты социальной инфраструктуры
- Дворец культуры НЛМК (металлургов) (пр. Мира, 22)
- Дворец культуры строителей (ул. Осипенко, 18)
- Дворец культуры (бывший кинотеатр) «Луч» (Дачный, ул. Писарева, 16)
- Дворец культуры «Матыра» (Матырский, ул. Энергостроителей, 4а)
- Дворец спорта «Нептун» (ул. Адмирала Макарова, 1в)
- Досуговый центр «На Морской» (Новая Жизнь, Морская ул., 19а)
- Водноспортивная база (Левобережная ул., 28)
- Стадион «Спартак» (Дачный, ул. Писарева)
- Музей И. А. Бунина (ул. 9-го Мая, 2)
- Липецкая городская больница № 2 (Дачный, ул. Писарева, 2)
- Липецкий областной кожно-венерологический диспансер (ул. Адмирала Макарова, 1а)
- Автобусная станция «Площадь Мира» (ул. З. Космодемьянской, 2)

## Места отдыха
- Парк Металлургов
- Силикатные озёра